# Ордубадски рејон
Ордубадски рејон (азер. Ordubad rayonu), једна је од 78 административно-територијалних јединица Азербејџана и једна од 8 територијалних јединица Нахичеванске АР. Административни центар рејона се налази у граду Ордубад. 
Ордубадски рејон обухвата површину од 972 km² и има 41.285 становника (подаци из 2005). 
Административно, рејон се даље дели у 45 сеоских општина.